# キム・ソングン (アナウンサー)
キム・ソングン（ハングル表記：김선근、1984年4月17日 - ）は、大韓民国の韓国放送公社 (KBS) 所属のアナウンサー。2003年に高麗大学校の英語英文学科に入学し、2012年に卒業した。2014年4月にKBSに入局した。『歌がいい』（仮訳）などのテレビ番組の司会進行を務めるほか、ラジオでは『キム・ソングンのラッキーセブン』などの司会進行を務めている。